# Серебренников, Борис Александрович
Бори́с Алекса́ндрович Сере́бренников (21 февраля [6 марта] 1915, Холмогоры, Архангельская губерния, Российская империя — 28 февраля 1989, Москва, СССР) — советский лингвист, академик АН СССР (1984). Специалист по проблемам общего и сравнительно-исторического языкознания, уральским, алтайским, индоевропейским языкам.

## Биография
Родился в административном центре Холмогорского уезда Архангельской губернии г. Холмогоры.
Работал в Серпуховской типографии треста «Мосполиграф», в 1931—1933 годах учился на немецком отделении Московского института новых языков на переводчика. Окончил классическое отделение литературного факультета Московского института истории, философии и литературы (1940), получил квалификацию преподавателя древних языков и античной литературы. Участник Великой Отечественной войны.
В 1945—1948 годах учился в аспирантуре на кафедре сравнительной грамматики индоевропейских языков филологического факультета МГУ им. М. В. Ломоносова. 14 февраля 1949 года защитил кандидатскую диссертацию «Общие вопросы теории артикля и проблема семантики употребления артикля в древнегреческом языке». Работал старшим преподавателем на той же кафедре.
За противостояние марризму подвергался проработкам в ходе последней марристской кампании (1948—1950), был предупреждён об увольнении с факультета в начале 1950 года. После этого Серебренников, узнав о дискуссии вокруг «Нового учения о языке», начатой 9 мая, отправил свою резко критическую статью под названием «Об исследовательских приёмах Марра» в газету «Правда», всерьёз не рассчитывая на публикацию. Статья была напечатана 23 мая, а после того, как на стороне противников «учения» 20 июня выступил Сталин, Серебренникова ждала быстрая карьера.
В книге «Против вульгаризации и извращения марксизма в языкознании. Сб. статей. Ч. 2» (М.: Изд. АН СССР, 1952), соредактором которой (вместе с В. В. Виноградовым) был Серебренников, центральное место занимает его превосходящая по объёму остальные материалы сборника разгромная статья «Критика учения Н. Я. Марра о единстве глоттогонического процесса» (с. 45—110).
Он был назначен заместителем директора Института языкознания АН СССР, а в 1953 году был избран членом-корреспондентом АН СССР, ещё не будучи доктором наук.
В 1956 году он защитил докторскую диссертацию «Категория времени и вида в финно-угорских языках пермской и волжской групп». С 1960 по 1964 год — директор Института языкознания, затем заведующий сектором общего языкознания в том же институте.
В 1960—1970-х годах Б. А. Серебренников, наряду с А. К. Матвеевым, активно участвовал в дискуссии о происхождении субстратной топонимии Русского Севера, трактовал дофинноугорский топонимический субстрат (позже волго-окский, по Косменко 1993) как наследие племён индоевропейцев, предшествовавших финно-уграм.
Б. А. Серебренников был выдающимся полиглотом. Супруга — лингвист-тюрколог Н. З. Гаджиева.
Умер 28 февраля 1989 года. Прах захоронен в колумбарии на Донском кладбище.

### Диссертации
- Общие вопросы теории артикля и проблема семантики употребления артикля в древнегреческом языке. Дисс. … канд. филол. наук. М., 1949.
- Категория времени и вида в финно-угорских языках пермской и волжской групп. Дисс. … д. филол. наук. М., 1956.

### Монографии
По общему языкознанию
- Об относительной самостоятельности развития системы языка. — М.: Наука, 1968. — 128 с.
- Вероятностные обоснования в компаративистике. — М.: Наука, 1974. — 352 с.
- О материалистическом подходе к явлениям языка. — М.: Наука, 1983. — 320 с.
- Роль человеческого фактора в языке: Язык и мышление. — М.: Наука, 1988. — 242 с.

По уралистике
- Категории времени и вида в финно-угорских языках пермской и волжской групп. — М.: Изд-во АН СССР, 1960. — 300 с.
- Историческая морфология пермских языков. — М.: Изд-во АН СССР, 1963. — 391 с.
- Основные линии развития падежной и глагольной систем в уральских языках / Акад. наук СССР. Ин-т языкознания. — М.: Наука, 1964. — 183 с.
- Историческая морфология мордовских языков. — М.: Наука, 1967. — 262 с.

По тюркским языкам
- Сравнительно-историческая грамматика тюркских языков. — Баку: Маариф, 1979. — 304 с. (Совм. с Н. З. Гаджиевой).
  - То же. 2-е изд., испр. и доп. — М.: Наука, 1986. — 284 с.

### Основные статьи
- К вопросу о недостатках сравнительно-исторического метода в языкознании // Известия АН СССР. Отделение литературы и языка. 1950, № 3. С. 177—185.
- Об устойчивости морфологической системы языка // Вопросы теории и истории языка. М., 1952.
- Сравнительно-исторический метод и критика так называемого четырёхэлементного анализа Н. Я. Марра // Вопросы языкознания в свете трудов И. В. Сталина / под ред. В. В. Виноградова. — М.: Изд-во МГУ, 1952. — С. 245—288.
- К проблеме типов лексической и грамматической абстракции // Вопросы грамматического строя. М., 1955.
- Волго-Окская топонимика на территории европейской части СССР // Вопросы языкознания. 1955. № 6.
- О некоторых следах исчезнувшего индоевропейского языка в центре европейской части СССР // Lietuvos TSR mokslu akademijos Darbai. I. Vilnius, 1957. С. 69-72.
- О некоторых косвенных данных, свидетельствующих о древних юго-западных границах расселения народа коми. // Записки Удмуртского научно-исследовательского института истории, экономики, литературы и языка. Вып. 18. Ижевск, 1957.
- О методах изучения топонимических названий // Вопросы языкознания. 1959. № 6. — С. 36—50.
- О взаимосвязи языковых явлений и их исторических изменений // Вопросы языкознания. 1964, № 3.
- О ликвидации последствий культа личности Сталина в языкознании // Теоретические проблемы современного советского языкознания. М.: Наука, 1964. С. 109—113.
- О гидронимических формантах -ньга, -юга, -уга и -юг // Советское финно-угроведение. 1966, № 1.
- О потенциально возможных названиях рыб в субстратной гидронимике Русского Севера // Советское финно-угроведение. 1967.
- Всякое ли внешнее сопоставление недопустимо? // Советское финно-угроведение. 1968.
- К проблеме этнической и языковой принадлежности создателей гидронимики на -ым (-им) // Nyelvtudományi Közlemények, LXX, 1. Budapest, 1968.
- К проблеме сущности языка // Общее языкознание. Формы существования, функции, история языка. М.: Наука, 1970. С. 9-95.
- Почему трудно разрешить проблему происхождения верхних слоёв севернорусской гидронимии? // Вопросы языкознания. 1970. № 1.
- Развитие человеческого мышления и структуры языка // Ленинизм и теоретические проблемы языкознания / отв. ред. Ф. П. Филин. М., 1970.
- Сводимость языков мира, учёт специфики конкретного языка, предназначенность описания // Принципы описания языков мира. М.: Наука, 1976. С. 7-52.
- Следует ли пренебрегать законами лингвотехники? // Литература. Язык. Культура. М.: Наука, 1986. С. 212—218.
- Язык отражает действительность или выражает её знаковым способом? // Роль человеческого фактора в языке: Язык и картина мира. М.: Наука, 1988. С. 70-86.
- Как происходит отражение картины мира в языке // Роль человеческого фактора в языке: Язык и картина мира. М.: Наука, 1988. С. 87-107.

## Награды
- Орден Отечественной войны II степени (6.4.1985)[7]